# (23758) Guyuzhou
(23758) Guyuzhou est un astéroïde de la ceinture principale d'astéroïdes.

## Description
(23758) Guyuzhou est un astéroïde de la ceinture principale d'astéroïdes. Il fut découvert le 23 mai 1998 à Socorro (Nouveau-Mexique) par le projet LINEAR. Il présente une orbite caractérisée par un demi-grand axe de 2,34 UA, une excentricité de 0,14 et une inclinaison de 6,1° par rapport à l'écliptique.

## Compléments